# Wimbledon 2017 (turniej legend kobiet)
Wimbledon 2017 – turniej legend kobiet – zawody deblowe legend kobiet, rozgrywane w ramach trzeciego w sezonie wielkoszlemowego turnieju tenisowego, Wimbledonu. Zmagania miały miejsce pomiędzy 11 i 16 lipca na trawiastych kortach All England Lawn Tennis and Croquet Club w London Borough of Merton – dzielnicy brytyjskiego Londynu.

## Drabinka

#### Klucz
- w/o – walkower
- k – krecz
- d – dyskwalifikacja
- Q – kwalifikant
- WC – dzika karta
- LL – szczęśliwy przegrany
- Alt – zawodnik zastępczy
- PR – ochrona rankingu
- SE – specjalna przepustka
- ITF – ranking ITF
- JE – ranking juniorski

### Faza finałowa
|  |       |                                      |   |   |    |
|  | Finał |                                      |   |   |    |
|  |       |                                      |   |   |    |
|  |       |                                      |   |   |    |
|  |       |                                      |   |   |    |
|  | A2    | Cara Black Martina Navrátilová       | 6 | 4 | 10 |
|  | A2    | Cara Black Martina Navrátilová       | 6 | 4 | 10 |
|  | B4    | Arantxa Sánchez Vicario Salima Safar | 2 | 6 | 4  |
|  | B4    | Arantxa Sánchez Vicario Salima Safar | 2 | 6 | 4  |
|  |       |                                      |   |   |    |

### Faza początkowa

#### Grupa B
|    |                                      | Marion Bartoli Iva Majoli | Lindsay Davenport Mary Joe Fernández | Magdalena Maleewa Barbara Schett | Arantxa Sánchez Vicario Salima Safar | Mecze W–L | Sety W–L | Gemy W–L | Miejsce |
| B1 | Marion Bartoli Iva Majoli            |                           | 2:6, 2:6 (13 lipca)                  | 1:6, 2:6 (14 lipca)              | 3:6, 0:6 (12 lipca)                  | 0–3       | 0–6      | 10–36    | 4.      |
| B2 | Lindsay Davenport Mary Joe Fernández | 6:2, 6:2 (13 lipca)       |                                      | 6:4, 6:1 (12 lipca)              | 6:4, 4:6, 3–10 (14 lipca)            | 2–1       | 5–2      | 34–30    | 2.      |
| B3 | Magdalena Maleewa Barbara Schett     | 6:1, 6:2 (14 lipca)       | 4:6, 1:6 (12 lipca)                  |                                  | 2:6, 6:1, 8–10 (11 lipca)            | 1–2       | 3–4      | 25–23    | 3.      |
| B4 | Arantxa Sánchez Vicario Salima Safar | 6:3, 6:0 (12 lipca)       | 4:6, 6:4, 10–3 (14 lipca)            | 6:2, 1:6, 10–8 (11 lipca)        |                                      | 3–0       | 6–2      | 31–21    | 1.      |

## Pula nagród
| Runda                    | Pieniądze (£) |
| Zwyciężczynie            | 23 000        |
| Finalistki               | 20 000        |
| Drugie miejsce w grupie  | 17 000        |
| Trzecie miejsce w grupie | 17 000        |
| Czwarte miejsce w grupie | 17 000        |